# Jean Berthout
Pour les articles homonymes, voir Maison Berthout et Berthout.
Jean Berthout, décédé en 1304. Il est avoué, seigneur de Malines et du pays de Malines. Il est le second fils de Gauthier VII Berthout et de sa femme, Alix de Guines; il succède à son père en 1288, son frère aîné Gauthier VIII étant décédé vers 1281.

## Biographie
Lorsqu'il succède à son père, il est trop jeune pour exercer lui-même les fonctions d'avoué, et pour défendre les droits que ses ancêtres se sont créés dans la seigneurie. C'est son oncle Florent Berthout qui est son tuteur jusque vers 1295.
En 1292, Jean de Flandre, prince-évêque de Liège, décède. Son siège est disputé entre Gui d’Avesnes, frère de Jean Ier, comte de Hainaut, et Guillaume Berthout (+ 1301), oncle de Jean Berthout; enfin, en 1296, le pape Boniface VIII nomme Hugues de Chalon à Liège, et Guillaume Berthout obtient le siège d'Utrecht (Gui d’Avesnes lui succédant en 1301). Mais ce long interrègne favorise la désunion dans l'évêché de Liège, et les ducs de Brabant Jean Ier, puis son fils Jean II, ainsi que la famille Berthout, en profitent pour achever de ruiner l'influence des prélats de Liège dans la seigneurie de Malines. 
Hugues de Chalon réclame en vain; mais, trop faible pour agir par la force, il se décide, le 22 octobre 1300, à engager la seigneurie et toutes ses dépendances au duc Jean II. Celui-ci se garde d'exiger de Jean Berthout la renonciation aux engagements antérieurs, et Berthout est reconnu seigneur de la moitié de la ville de Malines et de plusieurs villages du Brabant, constituant le pays de Malines. Mais en se reconnaissant vassal du duc, Jean Berthout perd quelque peu son influence sur la seigneurie de Malines.
Bien vite, des contestations s'élèvent parmi les Malinois, et le duc Jean II voulant se rendre dans la ville, se voit refuser l'entrée de la cité, et ses partisans sont expulsés. En 1303, le duc lève alors une armée et vient assiéger Malines, aidé par Jean Berthout. Après un long siège de cinq ou six mois, les assiégés se rendent et implorent la clémence du duc et de Berthout. Ceux-ci ménagent les révoltés et concluent une paix très modérée pour les vaincus.
Il décède à Malines le 25 août 1304, et est inhumé en l'église Saint-Rombaut.

## Filiation
Il épouse le 18 février 1290 Blanche de Brabant (+ entre 1327 et 1331), fille de Godefroy de Brabant, seigneur d'Aarschot et de Vierzon, et de sa femme Jeanne de Vierzon; ils restent sans postérité.

## Sources
- Emmanuel Neeffs, in Biographie nationale de Belgique, t. 2, 1868, col. 326-28.
- Godfried Croenen, Familie en Macht, De familie Berthout en de Brabantse Adel, Louvain: Leuven Universitaire Pers, 2003.
- Famille Berthout sur Généanet, par Guy Van Marcke de Lummen.
- Seigneurs de Malines (Berthout) sur le site Fondation pour la généalogie médiévale (en anglais).